# Братко Олег Анатолійович
Оле́г Анато́лійович Братко́ (1980—2014) — старшина Збройних сил України, учасник російсько-української війни.

## З життєпису
Народився 6 березня 1980 року в селі Велика Стариця Бориспільський район; згодом сім'я переїхала до міста Березань. Навчався в Березанській ЗОШ № 2; після 9-го класу вступив до Київського радіомеханічного технікуму. Під час навчання у 8 класі втратив батька. Пройшов строкову службу в 1998—1999 роках у Збройних силах України; від рядового дослужився до старшини. Після армії закінчив школу міліції, якийсь час працював у Печерському райвідділі внутрішніх справ. Проживав у місті Березань. 1999 року мама вийшла заміж і в Олега з'явився менший братик Віталій. 2000 року познайомився з Аллою Кудимою, з якою прожив 14 років. Останнім часом працював на АЗС ТОВ «Вікінг» у місті Борисполі.
Призваний за мобілізацією 20 березня 2014 року. Командир бойової машини — командир відділення, 72-га окрема механізована бригада. Проходив навчання; у травні з іншими військовиками вирушив у зону бойових дій.
Загинув 15 липня 2014 року під час обстрілу, який вчинили терористи з РСЗВ «Град» по позиціях військовиків поблизу Амвросіївки. Тоді ж полягли Бойчун Юрій Олександрович, Воробйов Владислав Валентинович, Павлуша Сергій Валерійович.
Без Олега лишились мама та двоє братів (з них молодший брат Руслан); племінники Данило і Ростислав.

## Нагороди та вшанування
- 14 листопада 2014 року за особисту мужність і героїзм, виявлені у захисті державного суверенітету та територіальної цілісності України, вірність військовій присязі під час російсько-української війни, відзначений — нагороджений орденом «За мужність» III ступеня (посмертно).
- у Березанській ЗОШ відкрито меморіальну дошку честі Олега Братка.